# 貝爾維尤 (伊利諾伊州)
貝爾維尤（英語：Bellevue）是位於美國伊利諾伊州皮奧里亞縣的一個村落。

## 人口
根據2010年美國人口普查的數據，貝爾維尤的面積為5.76平方千米，當中陸地面積為5.76平方千米，而水域面積為0.00平方千米。當地共有人口1878人，而人口密度為每平方千米326人。